# Pascal Collasse
Pascal Collasse, (o Colasse) (Reims, 22 de gener de 1649 – Versalles, 17 de juliol de 1709) fou un músic i compositor francès.
Fou escolanet de l'església de Sant Pau i mercès a la protecció de Lully, aconseguí importants càrrecs, entre ells el de director de la capella del rei. Intentà establir un teatre d'òpera a Lilla, però un incendi malbaratà els seus plans, sent-li concedida per Lluís XIV una indemnització de 10.000 lliures. En els últims anys de la seva vida es dedicà a l'alquímia, i, com tants d'altres, va perdre la fortuna i la raó, morint quasi idiota i en la misèria.
Com a músic no passà de mediocre, i si bé és veritat que escriví alguns cors per les òperes de Lully, s'ha de tenir en compte que el mestre ja li'n donava fet el cant i el baix. També aprofita per les seves moltes idees del seu protector que aquest li donava perquè les destruís quan no quedava satisfet d'elles.
A més de nombrosos motets, cantates, una pastoral i un ball, va escriure les òperes:
- Achille et Polixène (1687),
- Thétis et Pélée (1689),
- Enée et Lavinie (1690),
- Astrèe (1691),
- Le ballet de Villeneuve-Saint Georges (1692),
- Les Saisons (1695),
- Jason ou la Toison d'Or (1696),
- La naissance de Venus (1696),
- Polixène et Pyrrhus (1700),
- Canente (1700).